# ГЕС Ганда
ГЕС Ганда (італ. Ganda) — гідроелектростанція на півночі Італії. Розміщена перед ГЕС Belviso, становить верхній ступінь у каскаді на Belviso (ліва притока Адди, яка через По належить до басейну Адріатичного моря), що дренує північно-східний схил Бергамських Альп.
Для накопичення ресурсу Бельвізо перекрили арковою бетонною греблею висотою 138 метрів та довжиною 315 метрів, яка утворила водосховище об'ємом 50 млн м3. Окрім прямого стоку, до нього через водозбірний канал довжиною 2,1 км подається вода із потоків Маньола, Кароньєра, Валле-дель-Латте, Нембра, Соффіа.
Накопичений ресурс спрямовується зі сховища по дериваційному тунелю довжиною 4,2 км та діаметром 2,5 метра до розташованого нижче по долині машинного залу. По дорозі до нього надходить додатковий ресурс із розташованих західніше долин інших лівих приток Адди Caronella і Bondone (тунелі довжиною 2 та 2,4 км), а також із потоків Лавацца, Валле-дель-Доссо, Валле-Сакка та Валле-Фротто (канал довжиною 0,8 км). Варто відзначити, що хоча електростанція стала до ладу в 1955 році, проте прокладання водозбірної системи тривало до 1962-го.
На завершальному етапі головний дериваційний тунель переходить у напірний водогін довжиною 1 км та діаметром від 1,9 до 1,6 метра. Машинний зал обладнаний двома турбінами типу Пелтон загальною потужністю 66 МВт, які при напорі у 545 метрів забезпечують виробництво 104 млн кВт·год електроенергії на рік.
Відпрацьована вода потрапляє у створений на Бельвізо резервуар Ганда, звідки спрямовується на нижній ступінь каскаду.